# 백장미단

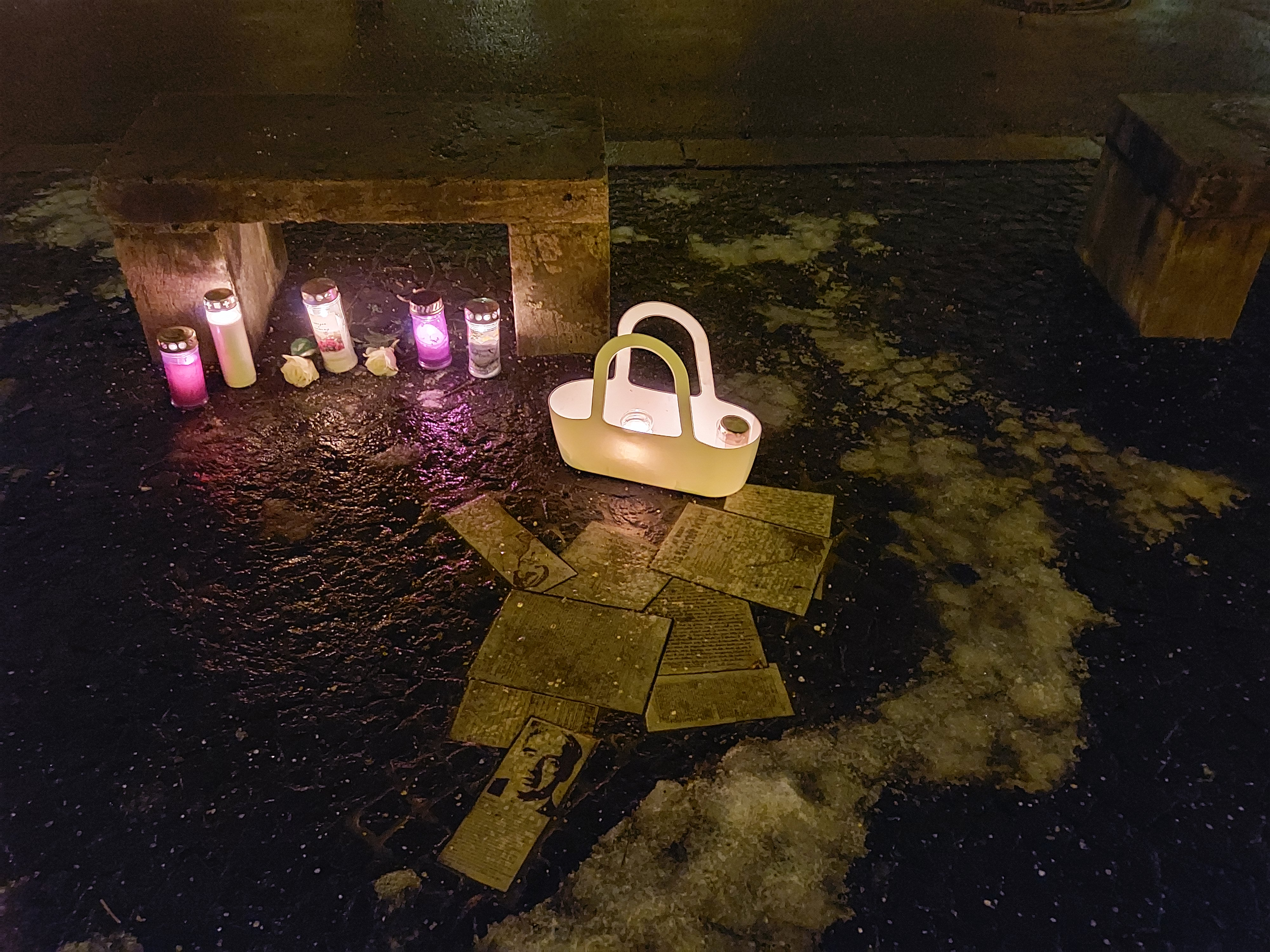
뮌헨 대학에 있는 백장미단 기념조각 (2021년)

백장미단(白薔薇團, 독일어: Weiße Rose 바이세 로제[*])은 나치에 대항하여 뮌헨 대학교의 대학생들과 그들의 지도교수가 구성한 비폭력 저항 그룹이다. 1942년에 결성되어 1943년 2월까지 전단을 만들어 뿌리는 일로 나치에 대항하다가 여섯 번째 전단을 대학교에서 뿌리던 숄(Scholl) 남매가 학교 경비에게 발각되면서 일원 전체가 사형당했다.

## 기원
1941년, 나치는 유럽인의 유전자 풀을 보호한다는 명목으로 안락사 정책을 벌이고 있었다. 한스 숄과 조피 숄은 나치의 안락사 정책을 비난하는 가톨릭 교회 추기경 아우구스트 폰 갈렌 주교의 설교를 들었었다. 그리고 나치의 정책에 경악한 조피 숄은 주교의 허락을 얻고 설교문을 복사하여 뮌헨 대학에 뿌렸다.
게쉬타포의 심문에 한스 숄은 자신들의 이름을 유드 네보른과 안네트 둠바흐라고 대답했었고 이 이름은 당시 한스 숄이 읽고 있던 스페인 소설 《백장미》의 등장 인물에서 빌린 것이었다. 후일 한스 숄은 전단의 표제로 백장미란 이름을 사용했다.

## 결성과 활동
한스 숄과 그의 여동생 조피 숄(Sophie Scholl), 뮌헨 대학교의 학생이었던 알렉산더 슈모렐(Alexander Schmorell), 빌리 그라프(Willi Graf), 크리스토프 프롭스트(Christoph Probst)와 그들의 교수였던 쿠르트 후버(Kurt Huber)가 백장미단의 구성원이었다. 이들 중 한스 숄, 조피 솔, 크리스토프 프롭스트는 첫 공판 이후 사형당하였으며 나머지는 두 번째 공판 후 사형당하였다. 소피숄은 사형 당시 22세였다.

## 전단
| “ | 폴란드를 점령한 이래 30만 명의 유대인들이 잔혹하게 학살당했다… 독일인들은 아둔한 잠 속에서 이러한 나치의 범죄를 조장한 셈이다… 사람마다 나는 이러한 죄와 아무런 관련이 없다고, 나는 양심에 꺼릴 것이 없다고 할지 모른다. 그러나 누구도 벗어날 수 없다. 모두가 유죄, 유죄, 유죄이다! | ” |
|   | — 백장미단 , 두 번째 전단에서 |   |

백장미단은 결성 후 6번의 전단을 작성하여 대학 내에 살포하였다. 그들은 전쟁의 잔혹함과 반인륜적인 나치에 대한 반대, 관용과 정의에 입각한 유럽의 연합을 주장하였다.